# Левин, Моисей Соломонович
Моисе́й Соломо́нович Ле́вин (19 июля (1 августа) 1902, Невель, Витебская губерния, Российская империя — 29 января 1968) — русский врач, один из организаторов здравоохранения, участник восстановления психиатрической помощи в Ленинграде. Главный врач Центральной городской психиатрической больницы (ЦГР психбольницы № 2, ленинградской психиатрической больницы имени Балинского) в 1929—1930 годах. Заместитель заведующего Ленгорздравотдела в 1930—1931 годах. Главный врач ленинградской 3-й психиатрической больницы имени И. И. Скворцова-Степанова (1100 коек) в 1931—1935 годах.

## Биография
Родился в г. Невель Псковской области (б. Витебская губерния Российской империи) в семье владельца магазина Залмана-Гирша и Таубы (урожденной Щедринской). Был младшим в семье с 5 детьми (четыре сына и дочь: Борис 1891—1937, Давид 1892—1920, Владимир 1897—1934, Моисей, Бася 1895—1971).
Окончил в 1920 году Единую Трудовую школу второй ступени с уклоном на кооперативный профиль в г. Невель. Гуманитарные предметы в школе (ранее гимназии) преподавали члены Круга Бахтина, входившие в кружок А. Ф. Лосева (философ, писатель А. Ф. Лосев, философ М. М. Бахтин, философ, культурфилософ М. И. Каган, литературовед и музыковед Л. В. Пумпянский, пианистка М. В. Юдина, Б. М. Зубакин.
Член РЛКСМ (ВЛКСМ) с февраля 1919 года. Кандидат в члены ВКП(б) с октября 1925 года (выборгский райком ВКП(б), одна из рекомендаций дана М. М. Малевичем), кандидатская карточка № 73233. Член ВКП(б) с января 1929 года, билет № 285069.
С 1920 до 1923 года курсант Военно-медицинской академии. Отчислен из академии по состоянию здоровья (из-за травмы ноги, впоследствии полностью излеченной).
С 1924 года студент Государственного института медицинских знаний (ГИМЗ), преобразованного из созданного в 1907 году В. М. Бехтеревым Психоневрологического института. Окончил ГИМЗ в 1927 году. Врач-психиатр. В период обучения в ГИМЗ познакомился со своей сокурсницей Идой Давидовной Побережской, поженились 6 марта 1926 года, в 1927 году родился старший сын Анатолий (1927—1969). Одновременно работал в 1926 году секретарем «Красной газеты», а с 1928 по 1930 год — сотрудником вечернего выпуска (по медицинской тематике).
Окончил аспирантуру по кафедре физиологии. Специализация: физиология центральной нервной системы. Научная тема «Токи действия до и после ионизации у больных шизофренией». Научные консультанты проф. Л. Л. Васильев, проф. В. П. Осипов, доц. Б. Гольденберг. В больнице Скворцова-Степанова был создан кабинет униполярной ионизации по профессору Чижевскому.
Ординатор психиатрической клиники Ленинградского института усовершенствования врачей в 1928—1929 годах. Самостоятельно занимался методами реабилитации алкозависимых и лечением гипнозом.
Член Октябрьского районного совета г. Ленинграда с 1929 по 1931 год. Член Ленинградского совета с 1931 по 1934 год.
В 1932 году родился младший сын Вячеслав (1932—1993). Проживал с семьей до 1935 года в отдельной многокомнатной квартире совместно с тестем и тещей Побережскими Давидом Гершовичем и Верой Григорьевной (урожденной Добромильской) и их родственниками в Ленинграде по адресу: проспект Бакунина, д. 19, кв. 10.
В апреле 1935 года после расстрела (в числе первых 13 расстрелянных, что положило началу большого террора, по делу об убийству Кирова) старшего брата Левина Владимира Соломоновича (полностью реабилитированного в 1990 году) был переведен вместе с семьей из Ленинграда в Пермь. Учитывая опыт и квалификацию, по направлению Наркомздрава РСФСР и путевке ЦК ВКП(б) назначен на должность главного врача Пермской областной психиатрической больницы.
Арестован в Перми 25 сентября 1936 года по обвинению в организации контрреволюционной и троцкистской деятельности. Содержался в городской тюрьме НКВД. Делалась попытка связать его дело с готовящимся делом против директора крупнейшего в Перми завода № 19 им. Сталина И. И. Побережским. И. И. Побережский был двоюродным братом жены М. С. Левина. И. И. Побережский подозревался органами НКВД г. Перми в троцкистской деятельности в начале 1920-х годов и в связях в 1934 году через арестованного М. С. Левина с участниками ленинградского террористического центра при подготовке убийства С. М. Кирова. В апреле 1937 года М. С. Левин обвинён в организации контрреволюционной троцкистской деятельности в Ленинграде и соучастии совместно с Левиным В. С. в убийстве С. М. Кирова и приговорен к 5 годам ссылки в Павлодар (Казахстан). Выход из тюрьмы и направление с семьей для отбытия ссылки с возможностью профессионального трудоустройства предположительно связано с телеграммой И. В. Сталина 28 декабря 1936 года в адрес руководства города Пермь («…оградить товарища Побережского и его работников от травли и создать вокруг них атмосферу полного доверия. О принятых мерах сообщите незамедлительно в ЦК ВКП(б)»).
В Павлодаре работал врачом-невропатологом в городской поликлинике. Арестован 22 ноября 1937 года по обвинению в контрреволюционной пропаганде. Осужден «тройкой» 27 ноября 1937 года к 10 годам лагерей. Отбывал наказание в Севураллаге. В феврале 1939 года приговор 10 лет отменен. Приговор 5 лет ссылки оставлен. Жена с детьми поехала в ссылку за ним в Тавду. Работал в качестве вольнонаемного в НКВД начальником центральной амбулатории Севураллага. После окончания сроки ссылки с сентября 1941 по 1945 годы — начальником медсанчасти Севураллага. В 1942 году родилась дочь Татьяна.
С 1946 года работал заведующим отделением Калининской областной психоневрологической больницы в п. Бурашево. В 1953 году по делу врачей-вредителей уволен и переведен заведующим отделением Вологодской областной психоневрологической больницы в п. Кувшиново.
Амнистирован в марте 1953 года. Реабилитирован в июне 1956 года. Восстановлен в 1956 году в КПСС с сохранением партстажа.
С 1954 года — зав. отделением Владимирской областной психоневрологической больницы.
В 1964—1966 годах — врач Владимирского городского психоневрологического диспансера. С августа 1966 года на пенсии.